# Francis Rous
Pour les articles homonymes, voir Rous (homonymie).
Francis Peyton Rous, né le 5 octobre 1879 à Baltimore dans le Maryland et décédé le 16 février 1970  à New York, est un virologue américain. Il reçoit le prix Nobel de physiologie ou médecine en 1966 avec Charles Brenton Huggins.

## Biographie
Francis Rous obtient son diplôme de médecin de l'université Johns-Hopkins.

## Apport scientifique
Francis Rous démontre le premier que les tumeurs peuvent être causées par des virus, conclusion établie d'après ses expériences sur le sarcome du poulet au cours desquelles il identifie le premier virus oncogène à ARN.
En 1911, il provoque un état cancéreux chez des poulets en leur injectant un filtrat obtenu à partir d'une tumeur musculaire. Comme cet ultrafiltrat de tissu cancéreux ne contient aucune cellule cancéreuse vivante, l'expérience montre l'origine virale de la tumeur. Ce résultat est confirmé par d'autres chercheurs, et les filtrats générateurs de tumeur sont appelés « agents filtrants », « virus filtrants », « agents de Rous » ou encore « virus de Rous ». Rous lui-même envisage cependant la possibilité que les agents provoquant les tumeurs puissent ne pas être de nature infectieuse,. À partir de 1950, les agents filtrants de Rous sont dénommés « oncovirus ».
À l'époque, les scientifiques tiennent cette découverte pour une curiosité faute d'avoir pu produire ce cancer chez d'autres espèces animales. Ce n'est qu'à la suite des travaux de Renato Dulbecco en 1963 que l'importance historique des découvertes de 1911 sera reconnue. Rous tente de mettre en évidence le rôle de virus dans le déclenchement de cancers chez les souris mais en vain. Il se détourne alors de ces recherches sur le cancer en 1915 pour s'intéresser à d'autres problèmes relevant de la physiologie pathologique. En 1934 cependant, à l'invitation d'un de ses collègues du Rockefeller Institute, le Dr Richard Shope, il reprend des recherches dans le domaine de la cancérologie.
En 1941, Francis Rous propose une théorie virale du cancer.
Il met au point une méthode de conservation du sang, ce qui permet la création des banques du sang. Francis Rous reste dans l'histoire médicale comme le premier découvreur de rétrovirus, le premier avian leukemia virus, le deuxième Rous sarcoma virus (RSV).

## Destin d'une œuvre
En 1953, au Caltech, Harry Rubin réussit à cultiver in vitro le virus du sarcome de Rous.
À partir de 1966, le virus de Rous devient un outil de recherche pour de nombreux laboratoires. C’est à partir de ce virus, à la suite des travaux de Temin et Baltimore (Nature du 27 juin 1970), qu'est découverte la transcriptase inverse.